# Metropol-Palais

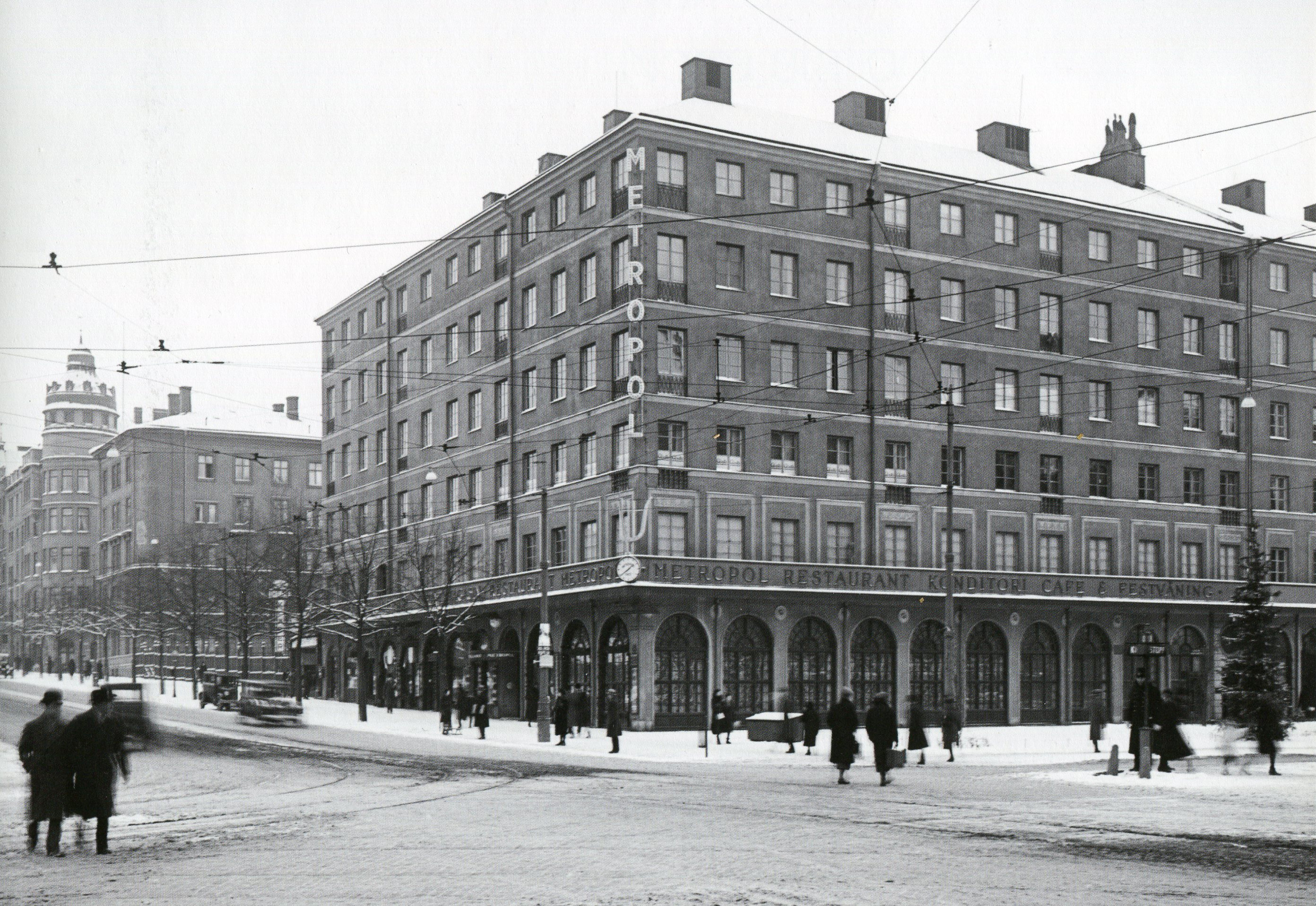
Metropol-Palais, Sveavägen/Odengatan, 1930.

Metropol-Palais (även Metropolpalatset) var en biograf vid Sveavägen 77 i Stockholm. Biografen som efter 1932 hette Lyran öppnade 1927 och stängde 1985. Idag drivs konferens och event verksamhet i lokalerna av Lyran Konferens Fram till 2012 under namnet Polstjärnan. 2013 efter en större renovering med bland annat mycket ny teknik nyöppnades anläggningen återigen under namnet Metropol-Palais! 2014 är en ny restaurang under öppning i samma lokaler, bredvid Hard Rock Café, återigen med namnet Metropol Palais. I början av 2018 togs lokalerna över av Stureplansgruppens italienska restaurang L'Avventura.

## Biografen

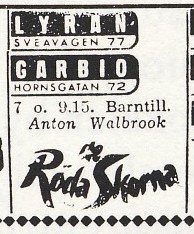
Biografannons 1948.

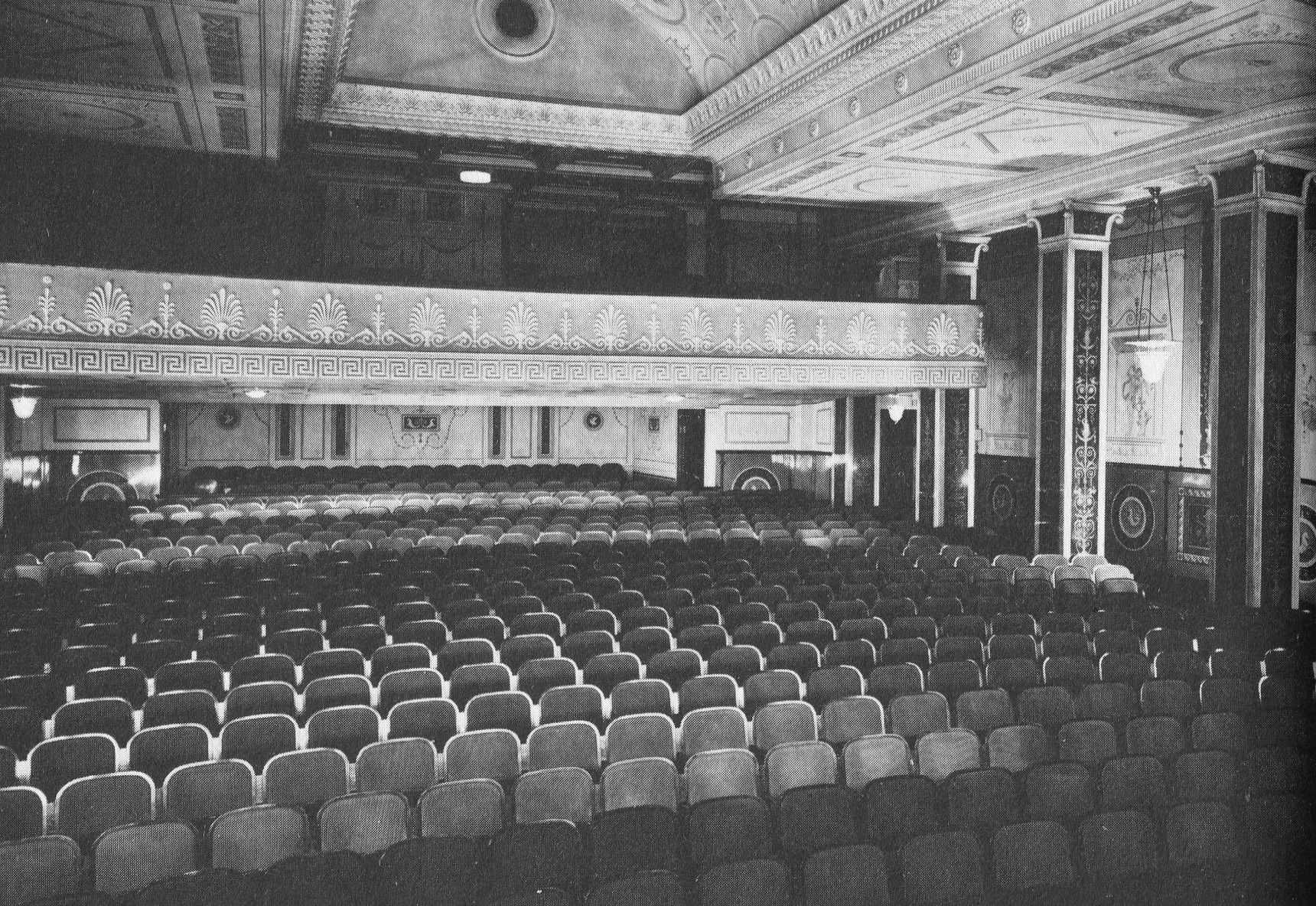
Metropol-Palais salong 1927.

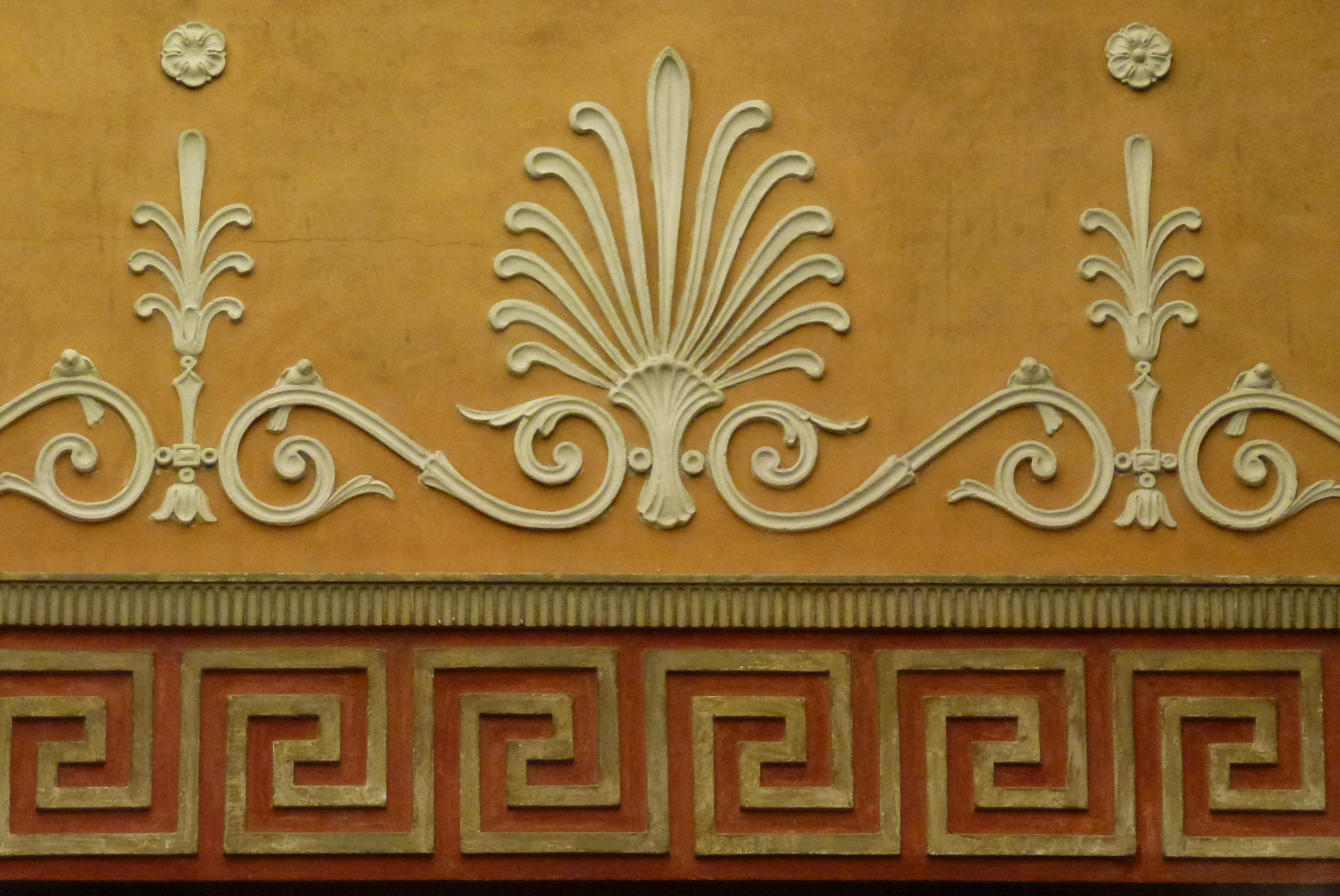
Utsmyckning i stuck på balustraden.

Hörnhuset Sveavägen/Surbrunnsgatan uppfördes 1927 på platsen för det tidigare Asylet för Pauvres Honteux efter ritningar av arkitekt Björn Hedvall. Byggnaden kallades även Metropolpalatset och skulle bli Vasastadens stora nöjespalats. Den första ägaren var godsherren Frans Nilsson som 1926 hade startat kvartersbiografen Enskede Kvarn i Gamla Enskede. 
Entrén bestod av tre valvformade portar i ek och ovanför byggnadens bottenvåning fanns en långsträckt ljusramp med biografens namn. Det fanns inte mindre än åtta biografer i kvarteren kring Metropol-Palais. Då gällde det att överträffa konkurrenterna i bekvämlighet och lyx. 
Salongen var mycket påkostad och gestaltad i pompejanskt och tjugotalsklassicistiskt stil. För utsmyckningen stod konstnären Nils Asplund, Jöns Thulin och stuckatören Augusto Conte. Asplund utförde 13 väggfält med pompejanska motiv, medan Thulin stod för den övriga dekorativa målningen. Salongens tak bars upp av en rad kolonner och i takets mitt anordnades ett tunnvalv med ornament i stuck och omgivet av en kraftig  ornerad stucklist utfört av Conte. Tak och väggar  dekorerades rikt. Den rödbruna bröstningen i stucco  lustro utformades med växlande runda och rektangulära fält i blått och svart. Salongen hade vid invigningen den 3 september 1927 plats för 708 besökande. Premiärfilm var "Don Juan" med Alan Crosland.
Ursprungligen var det meningen att även kunna spela revyer och teater i lokalen, men Metropol-Palais blev aldrig godkänt för det och ägaren Nilsson kände sig lurad och startade en process mot fastighetsägaren Fastighets AB Polstjärnan. När Nilssons femårskontrakt löpte ut 1932 sålde han sitt biopalats till Svensk Filmindustri (SF) som ändrade namnet till Lyran. SF förvandlade även den tidigare premiärbiografen till kvartersbiograf för Vasastan. I samband med det sänktes platsantalet till 650 och senare till 402.
I mars 1985 upphörde filmvisningarna, trots att Lyran gick med vinst. Anledningen var att dåvarande fastighetsägare Svenska kommunalarbetareförbundet ville disponera lokalen för sin egen verksamhet. När biografen lades ned 1985 hade den en helt intakt inredning. Byggnaden är blåklassad av Stockholms stadsmuseum vilket innebär att det kulturhistoriska värdet anses motsvara fordringarna för byggnadsminne.

## Restaurangen

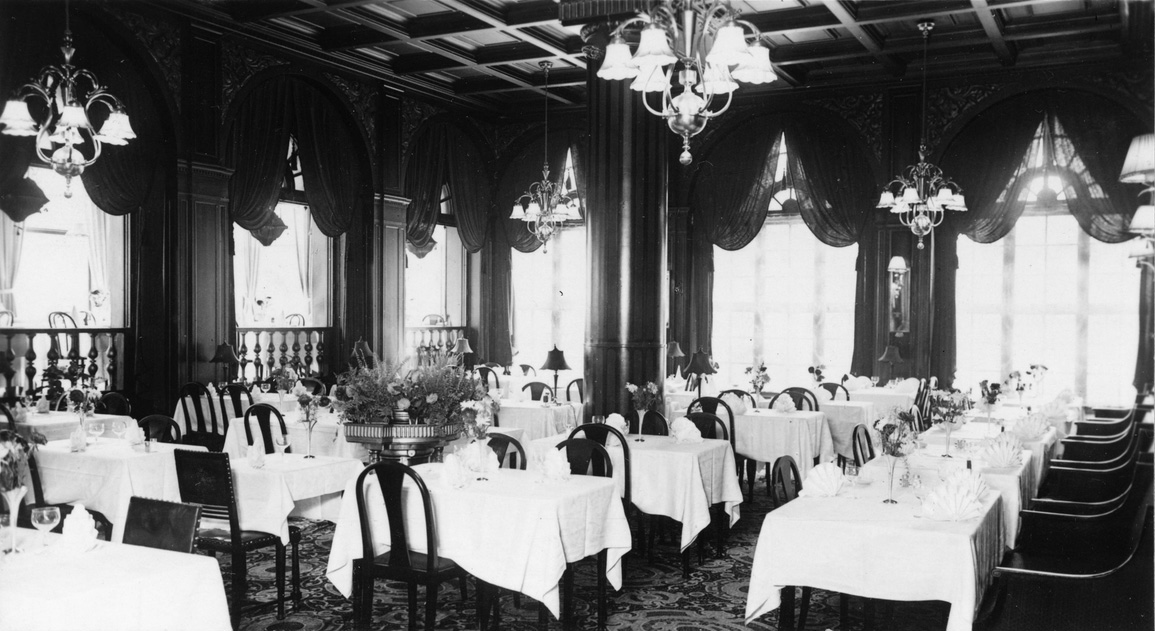
Restaurangen 1926

Hörnhuset Sveavägen/Odengatan ritades även det av Hedvall och fick en liknande utformning. Byggherre var restauratören Emil Cornell som hade bestämt sig för att öppna Vasastans första guldkrog. I byggnadens gatuplan inreddes restaurangen Metropol med restaurangdel, kafé, konditori och festvåning. Inredningen var mycket påkostad, med höga paneler, helboaserade väggar och kassettak. För den konstnärliga utsmyckningen,bland annat i form av en serie stockholmsallegorier, svarade Einar Forseth. 
Restaurangen blev snabbt en samlingsplats för stadens byggmästare, varav många använde den som kontor och satt och ritade bland restaurangborden.
Björn Hedvalls bror, journalisten och författaren Yngve Hedvall förlade senare handlingen i deckaren Tragedin i villa Siola till restaurangen.
Interiörerna var mycket välbevarade fram till 1984 då de ombyggdes för Hard Rock Café. Forseths målningar flyttades då till biograffoajén.

## Nutida bilder, exteriör

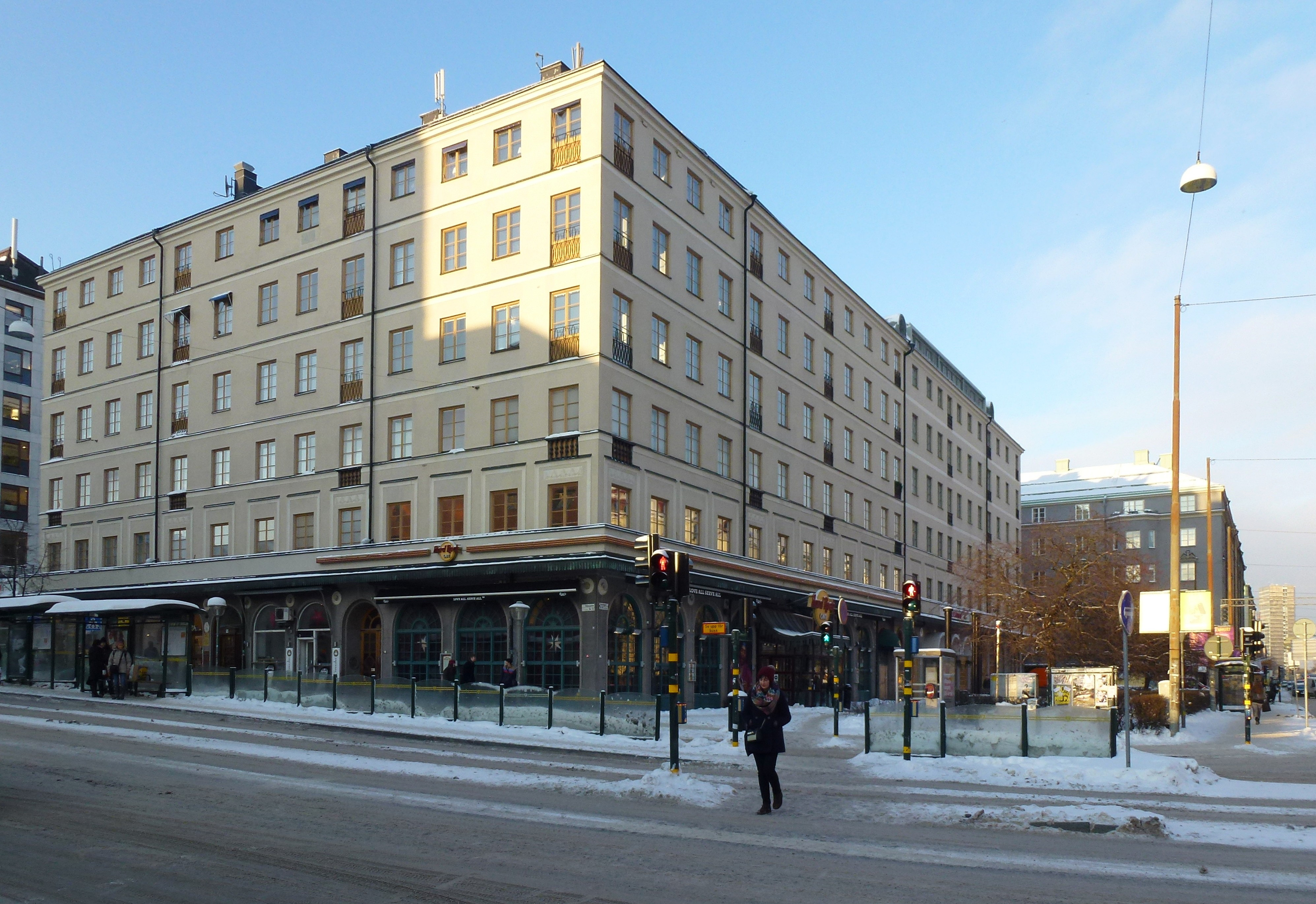
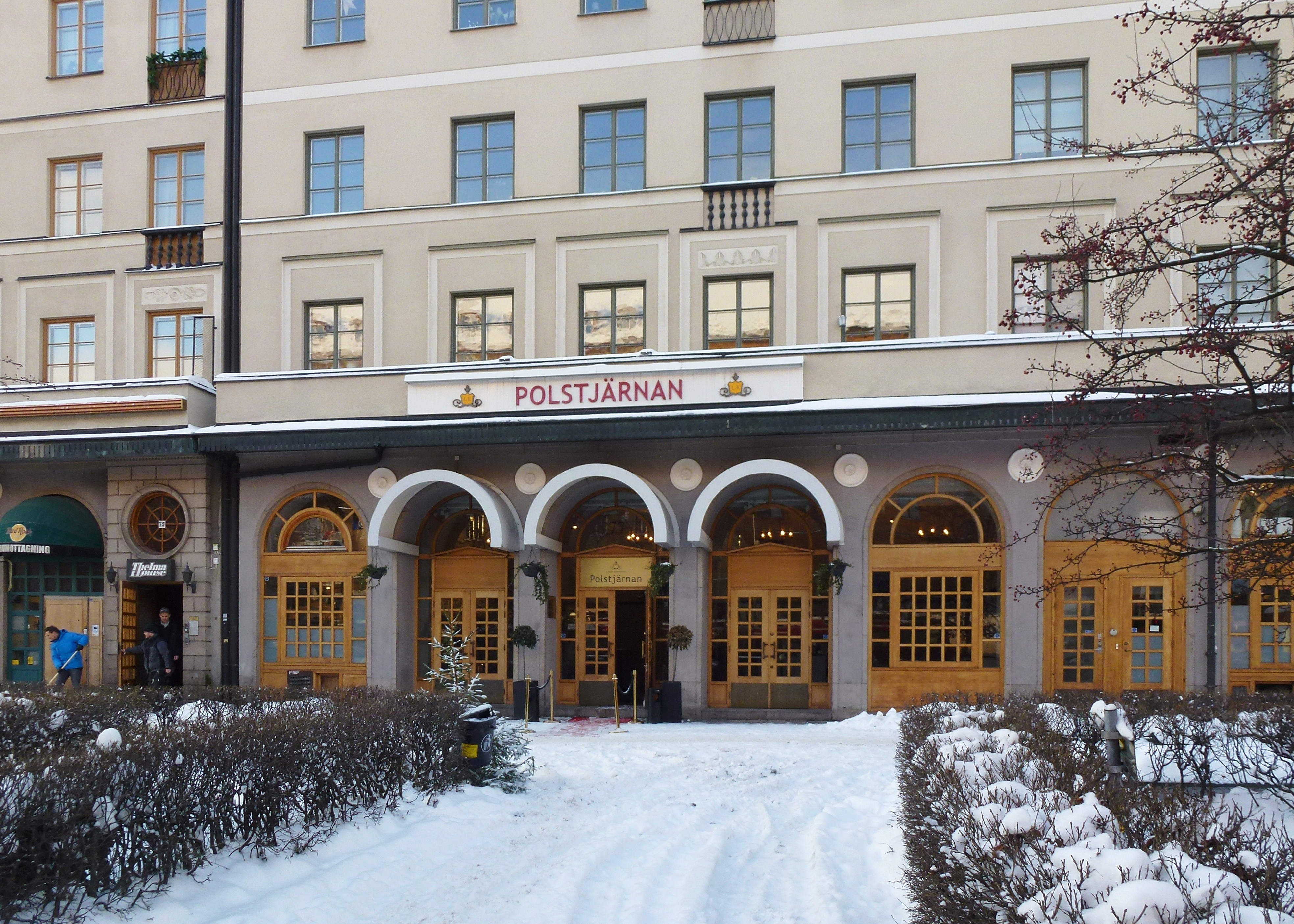
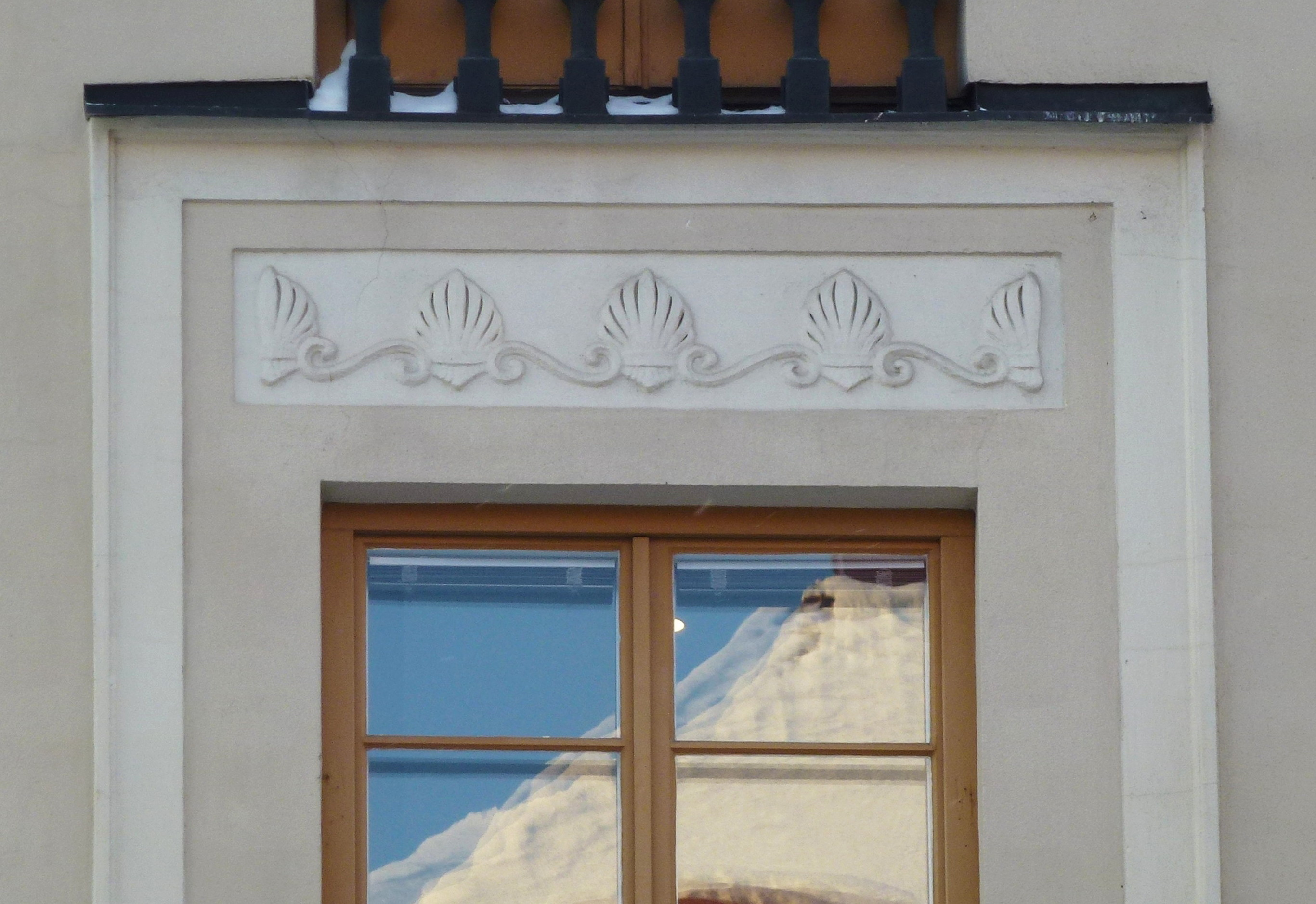
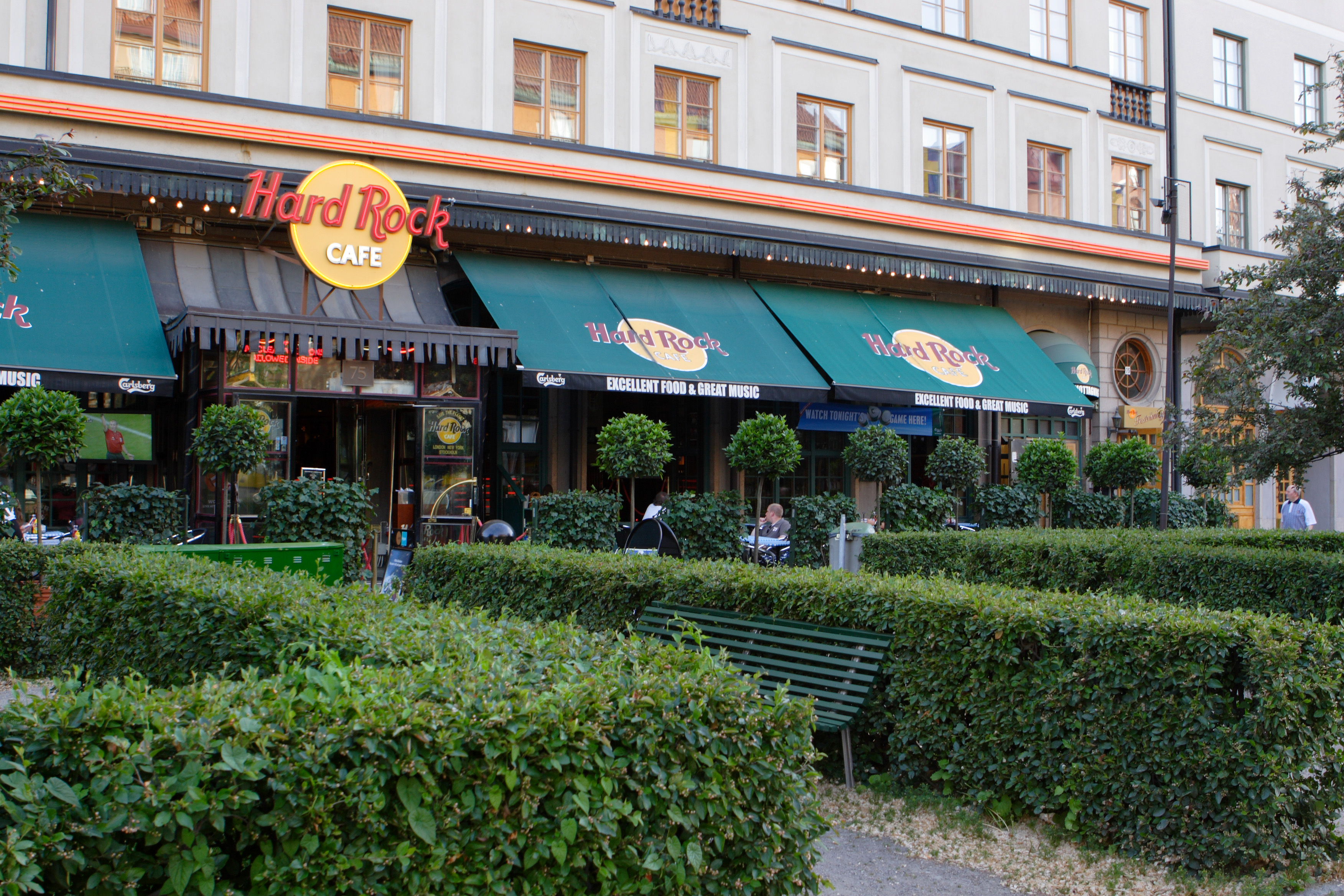

## Nutida bilder, salongen

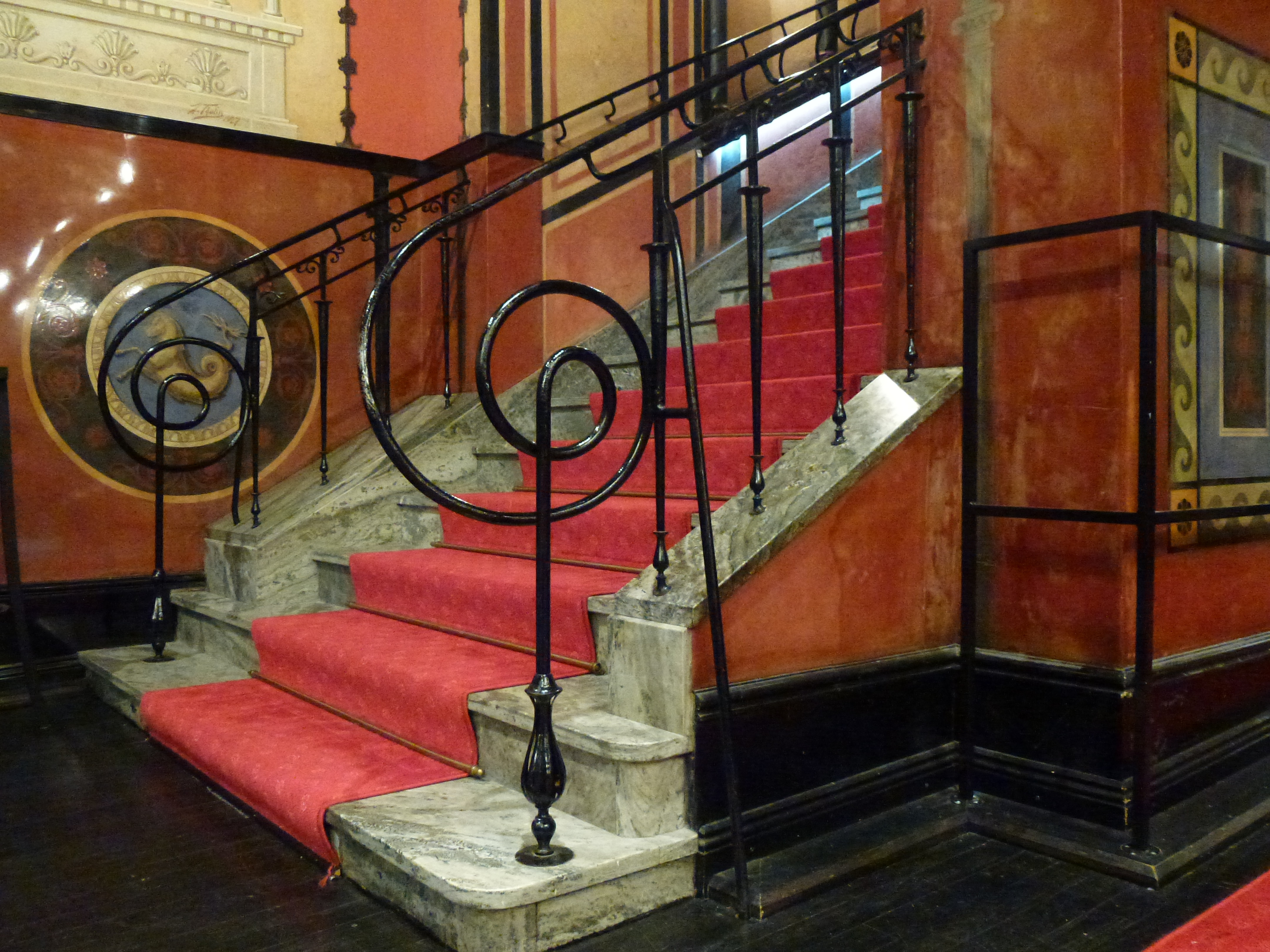
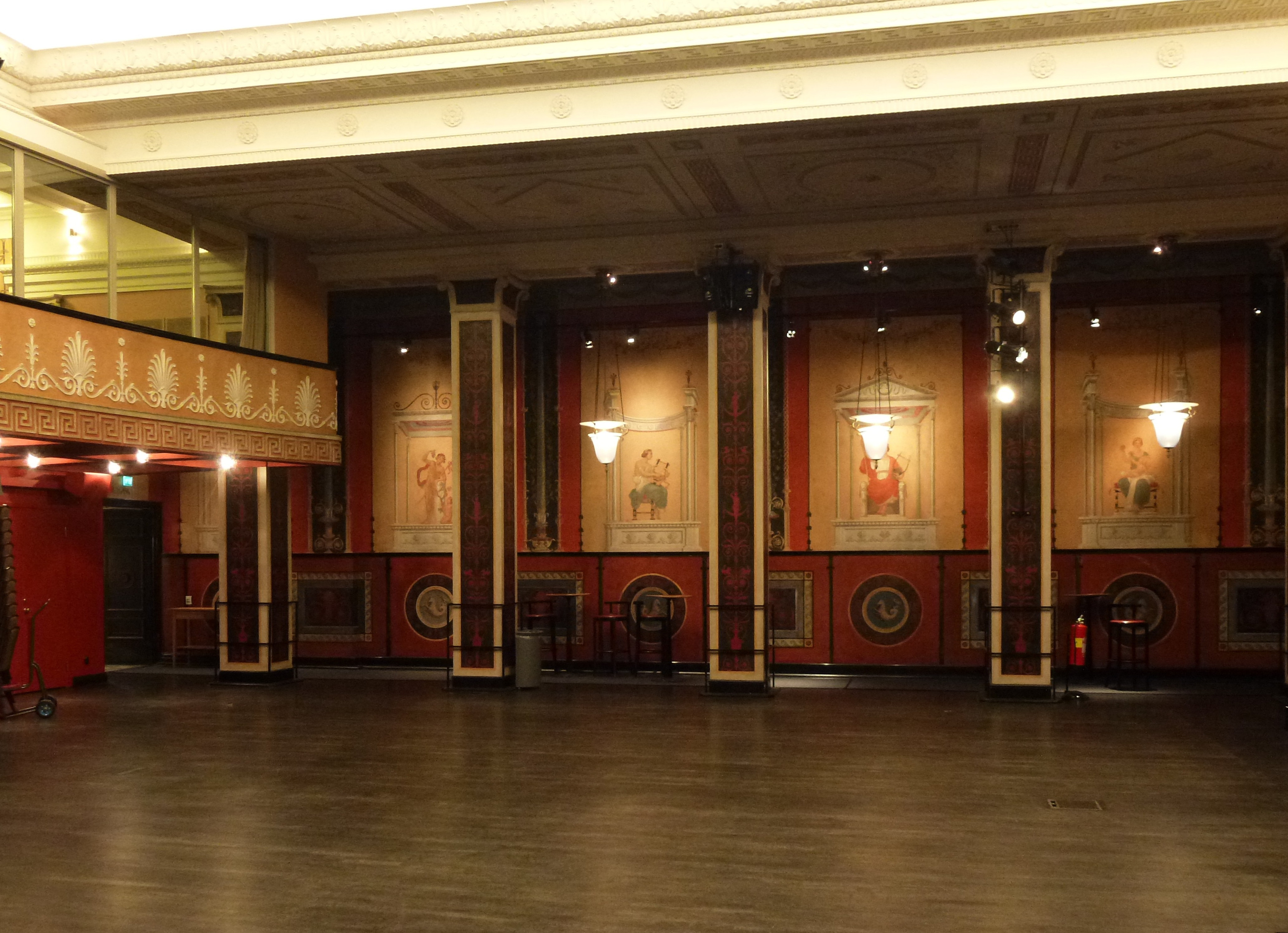
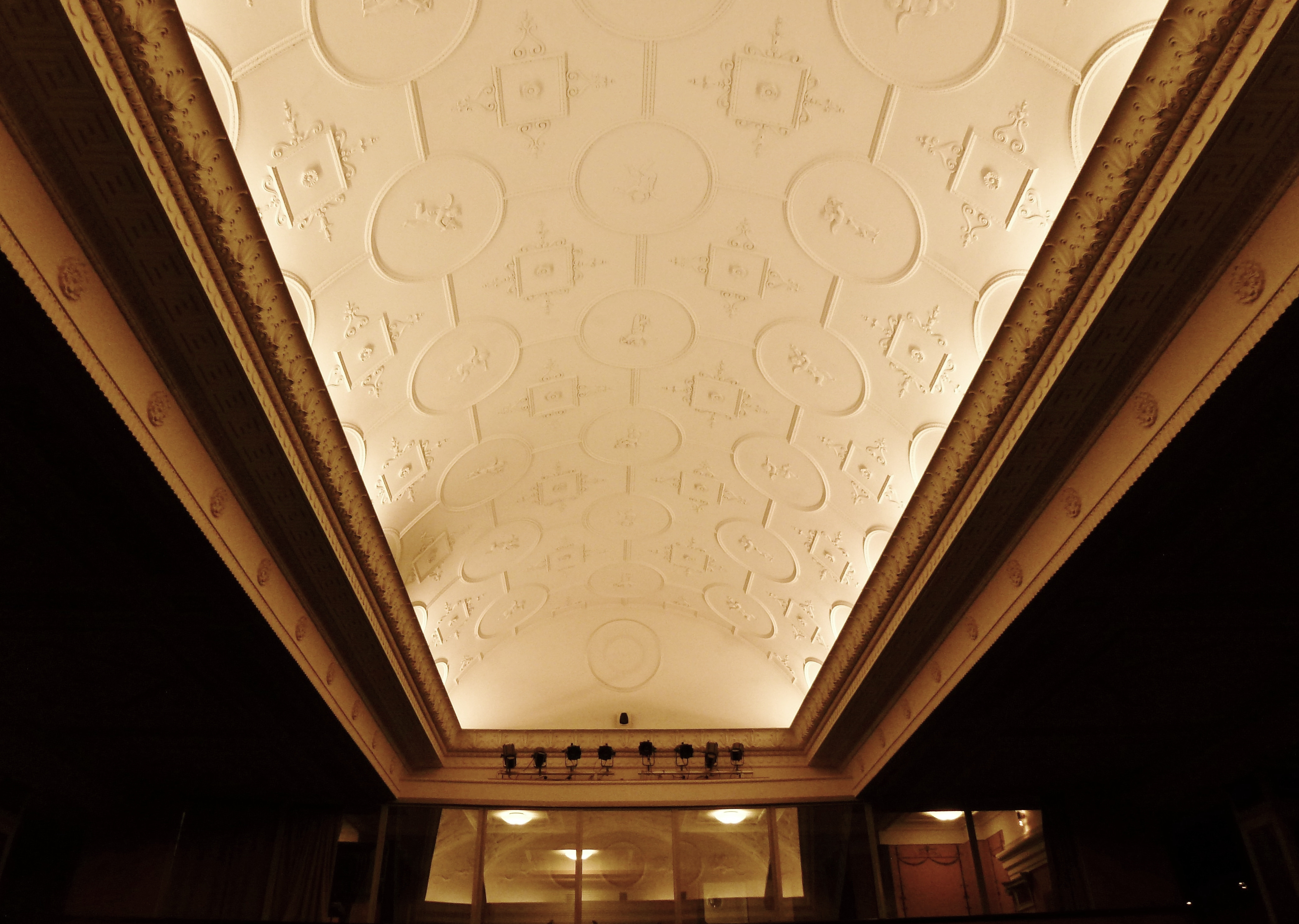
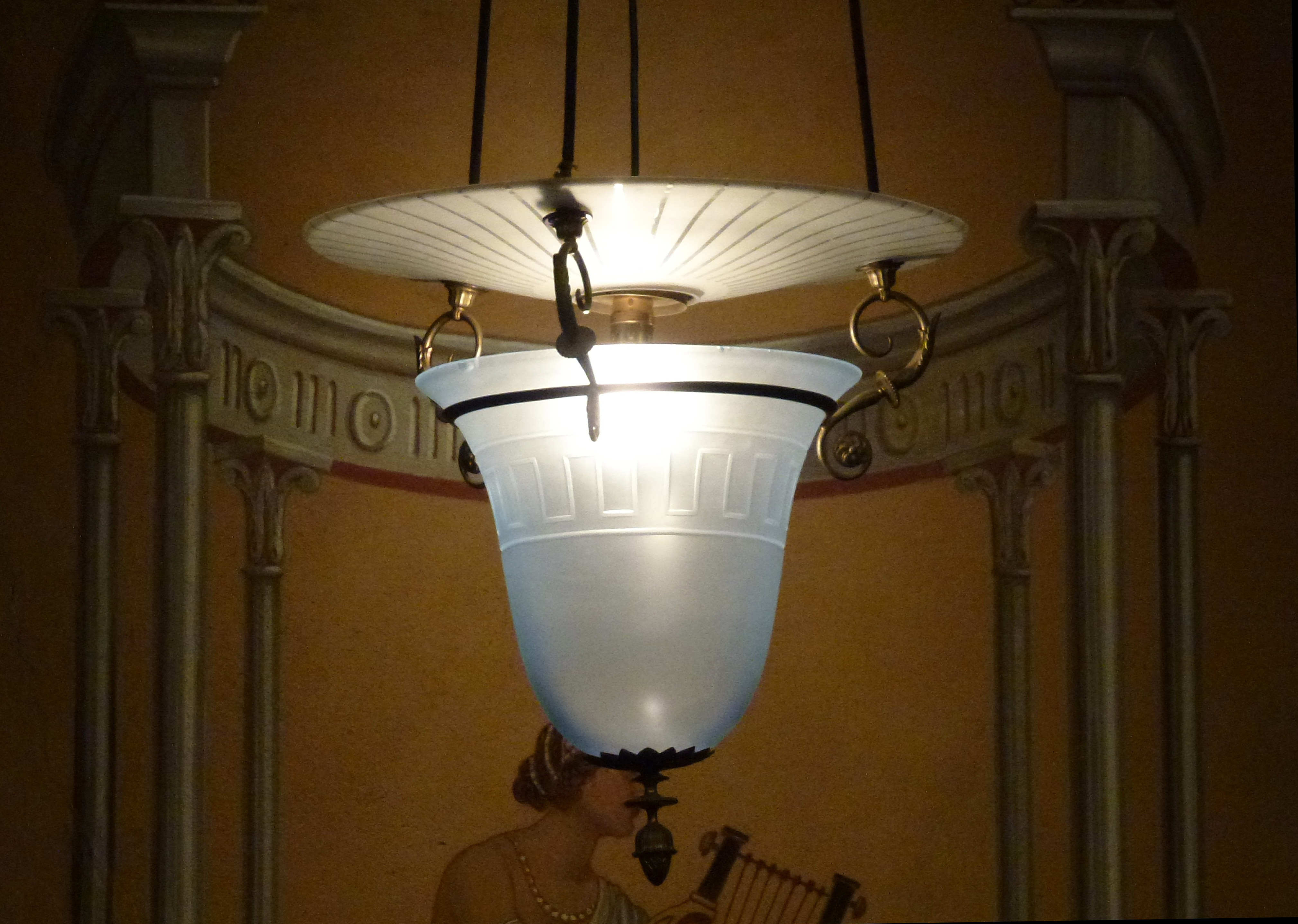

## Pompejansk inspirerade väggmålningar
Stor möda lades ner vid gestaltningen av biografens interiör. Salongens väggar, tak och pelare smyckades med dekorationsmåleri och stuckaturer i klassisk pompejansk stil. Biografens foajé saknar dekorationsmåleri, men själva biografsalongen och dess läktare är rikt dekorerade. Den rödbruna bröstningen utfördes i stucco lustro och har  omväxlande runda respektive rektangulära dekorfält målade i blått och svart. Väggarnas övre partier har målad 
fältindelning på puts med figurscener mot ljus bakgrund. Nils Asplund har målat de figurativa motiven i biografsalongens stora ljusgula bildfält. Här finns tretton motiv som alla har det gemensamt att de visar figurer inom en dekorativ, tempelliknande, arkitektonisk ram, ett gestaltningsgrepp som var vanligt inom det pompejanska väggmåleriet. Asplund valde motiv som är fria tolkningar, men även sådana som har direkta pompejanska förlagor. Här avbildas bland annat antikens skådespelare och musikanter, mytologiska dansande figurer och de sköna konsternas gud Apollon tillsammans med kärlekslyrikens Muserna.

## Asplunds väggmålningar (urval)

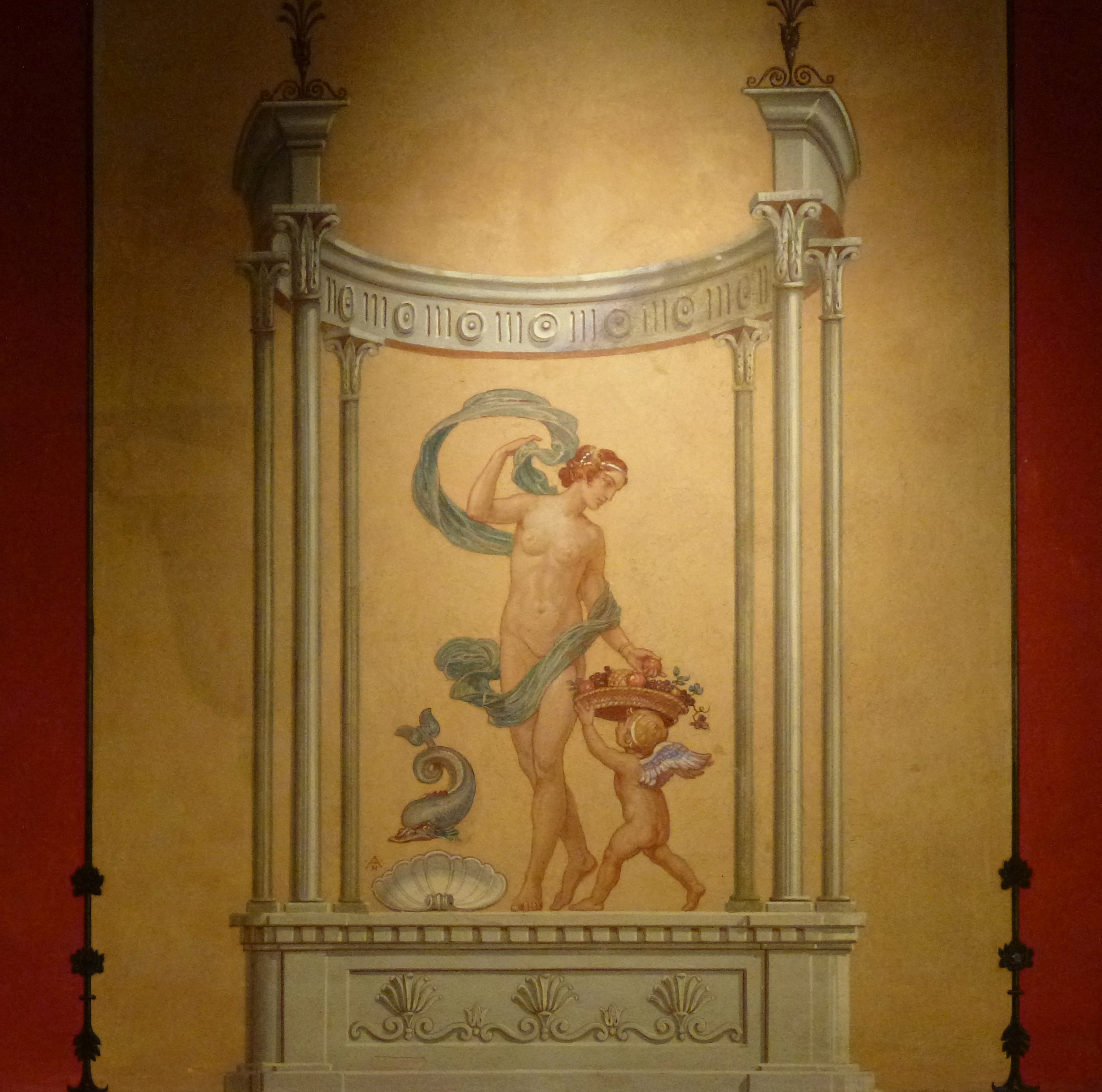
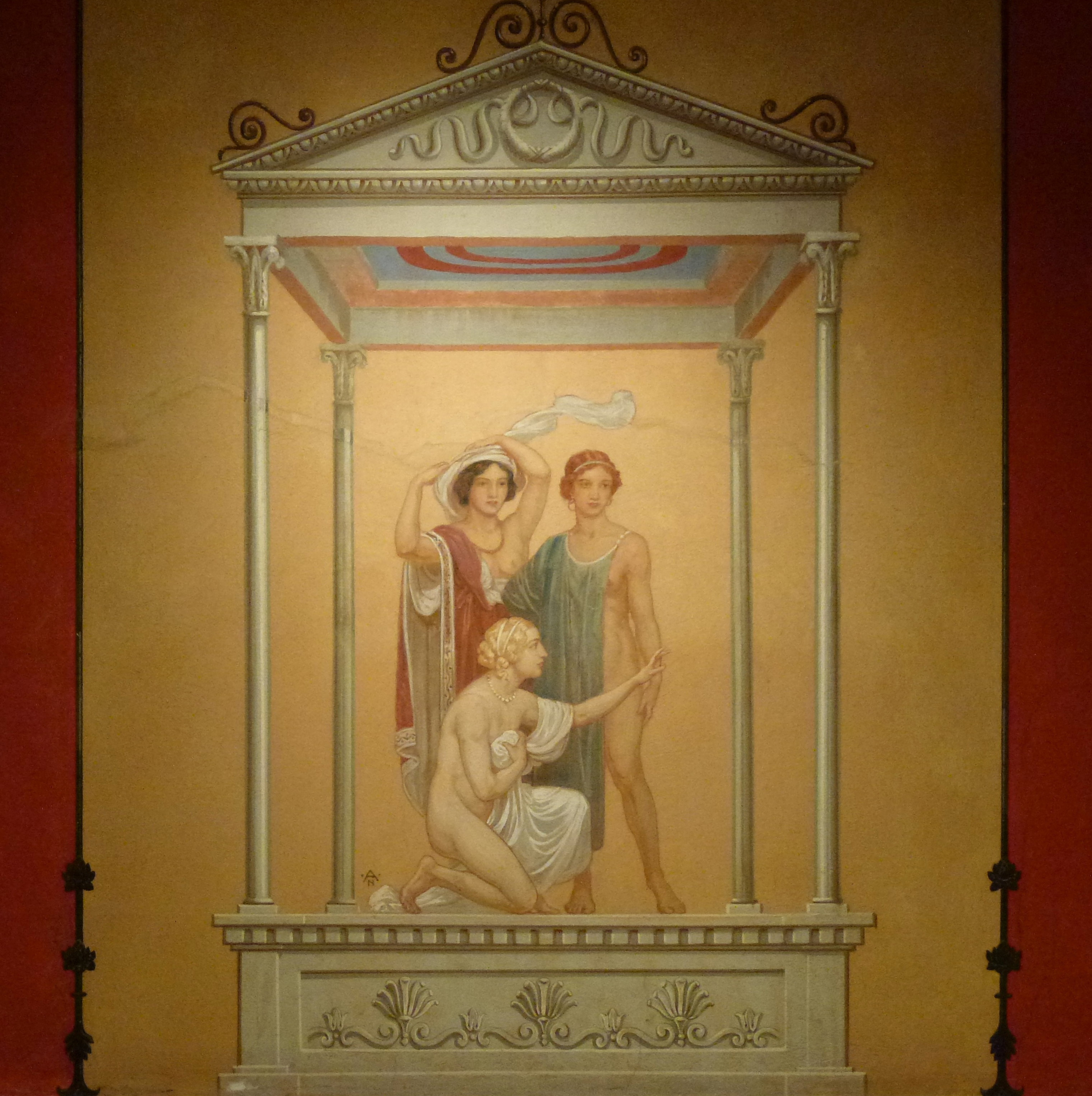
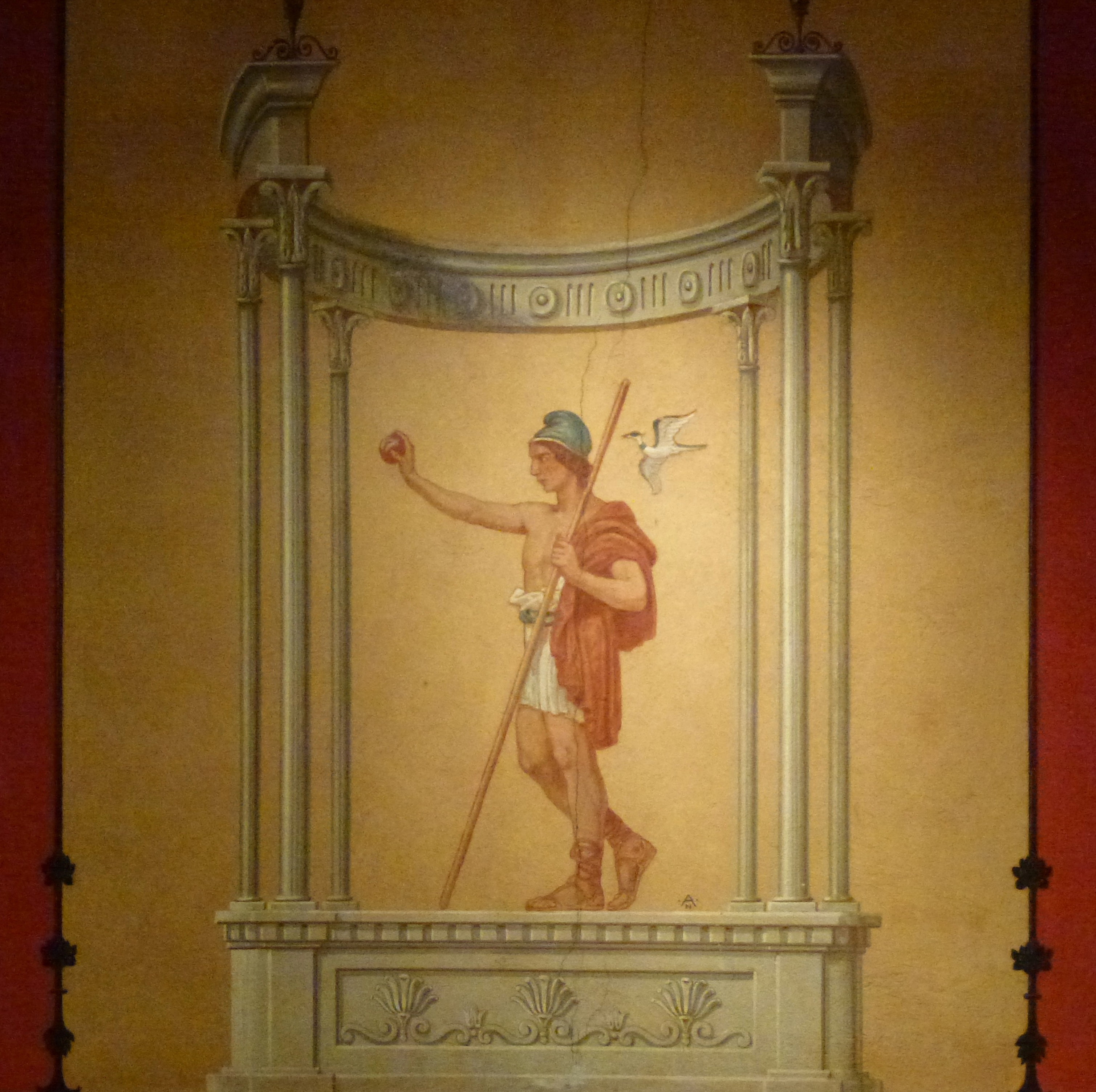
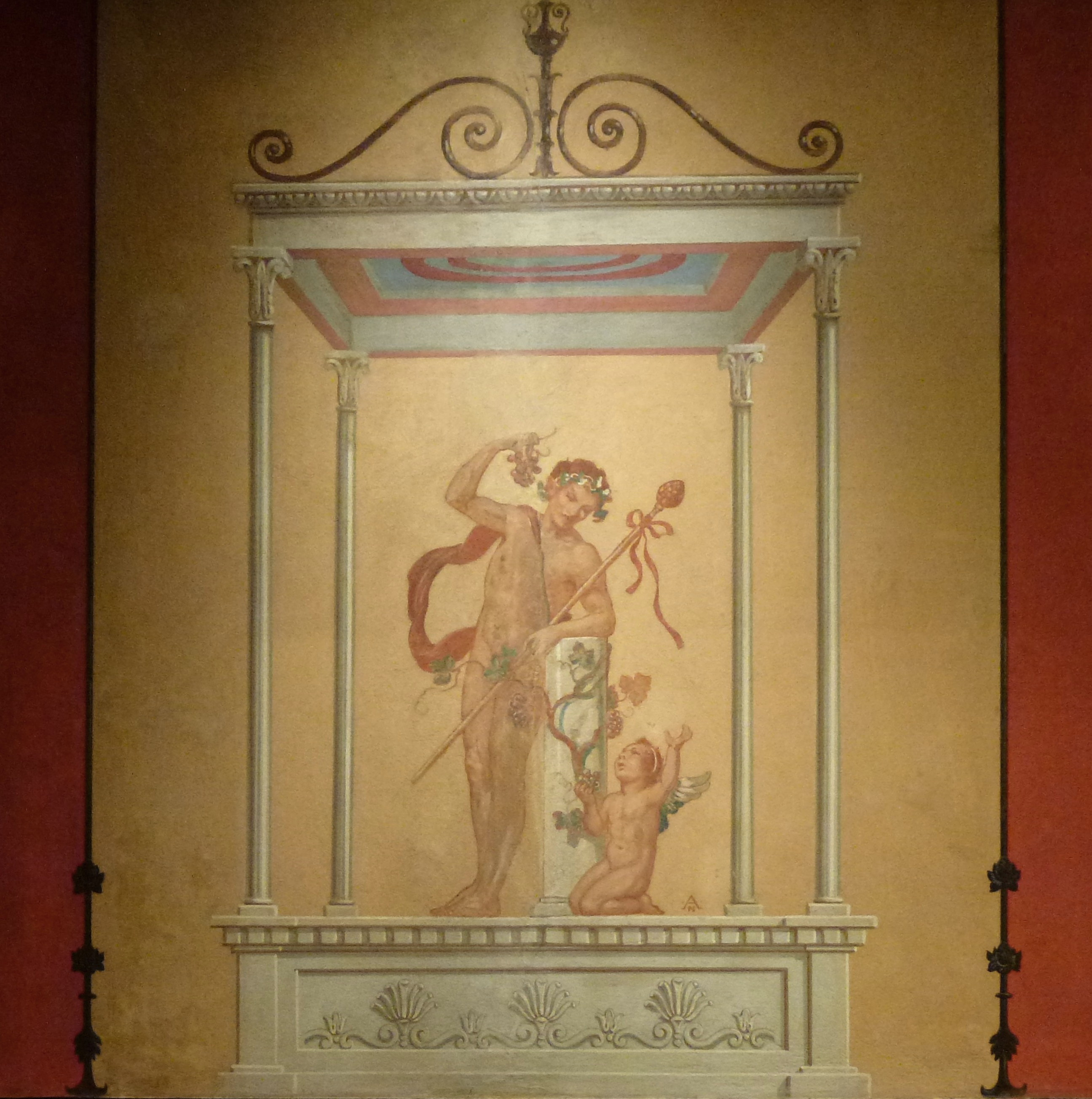

## Thulins väggmålninger (urval)

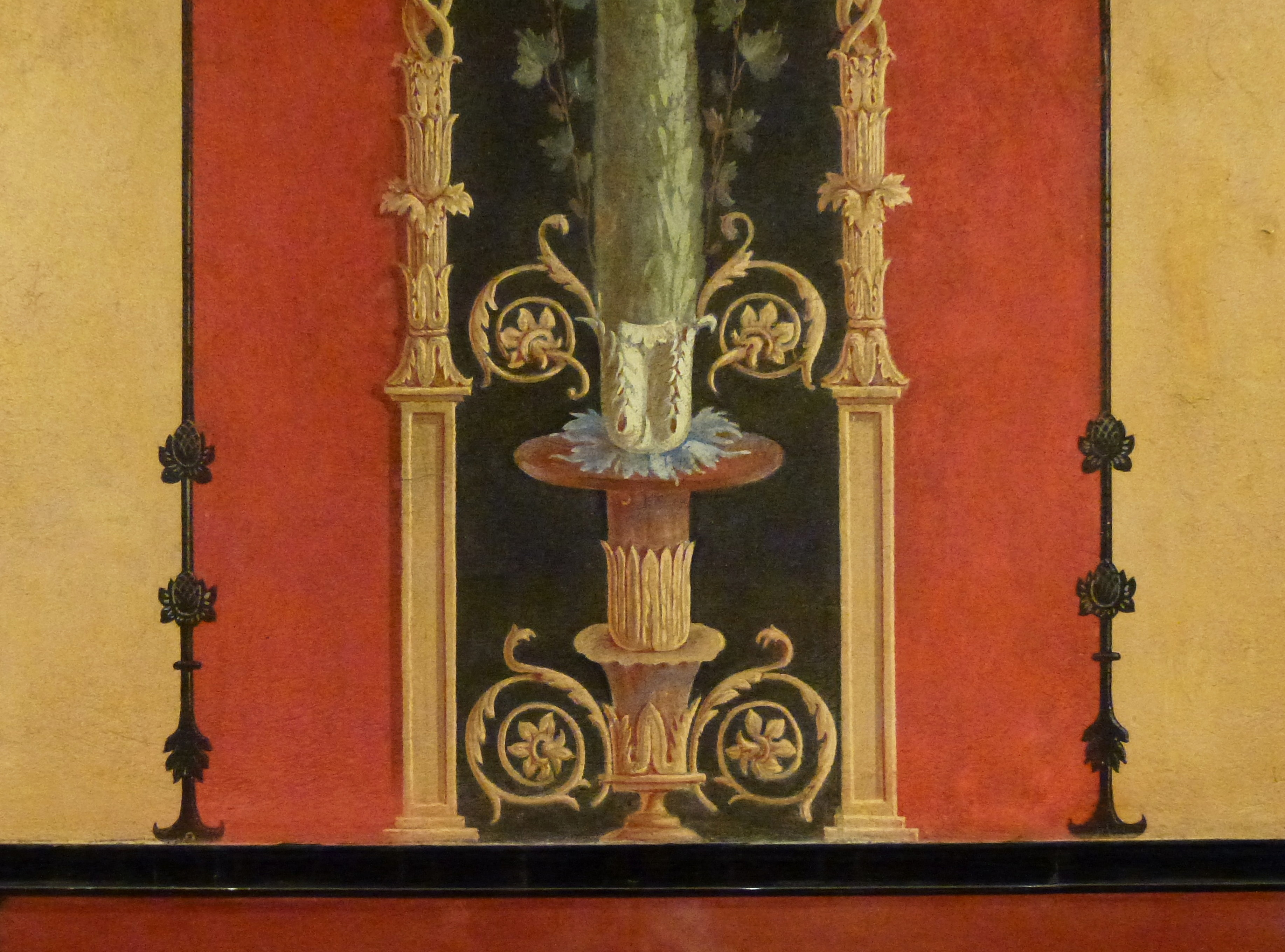
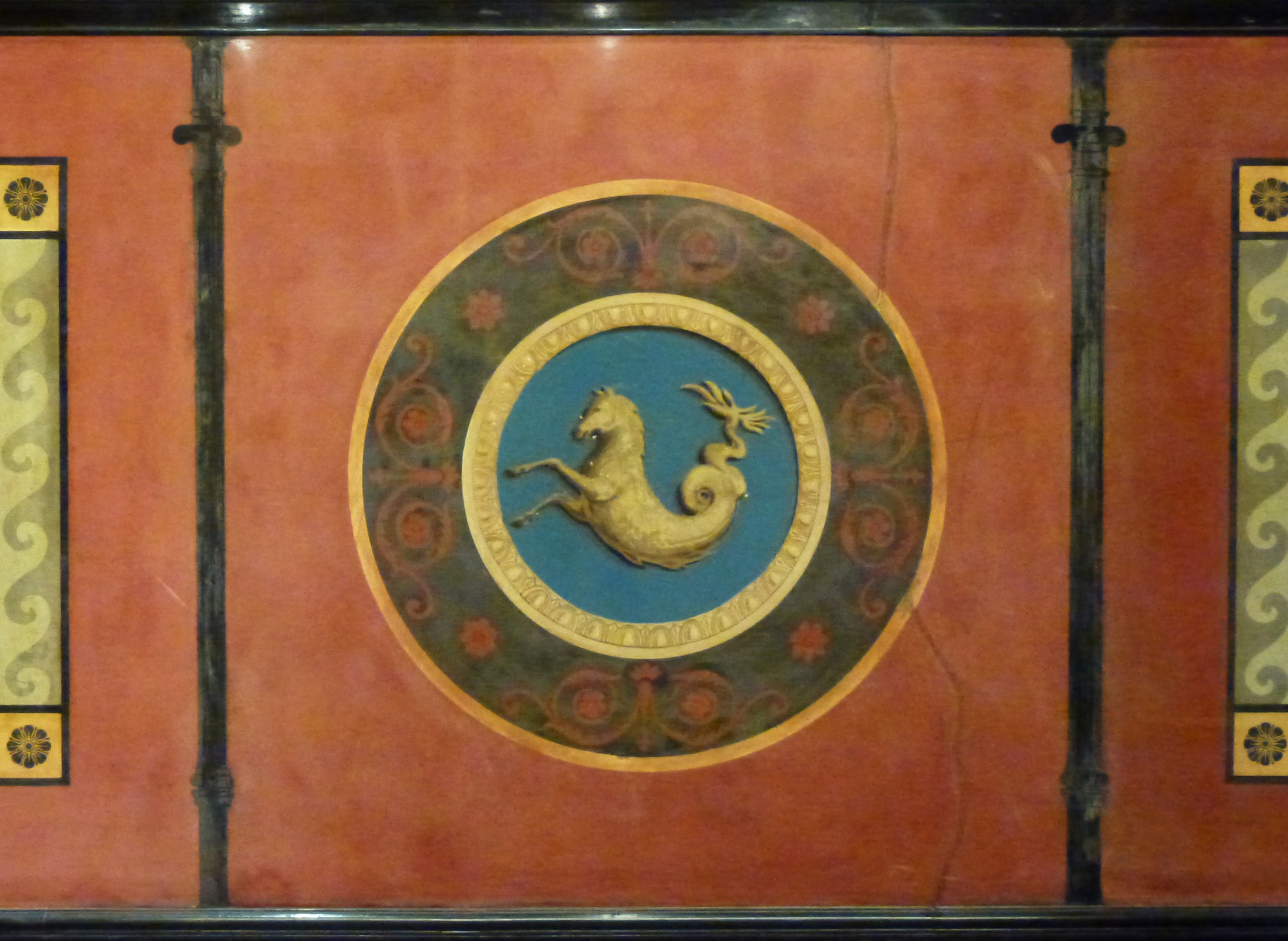
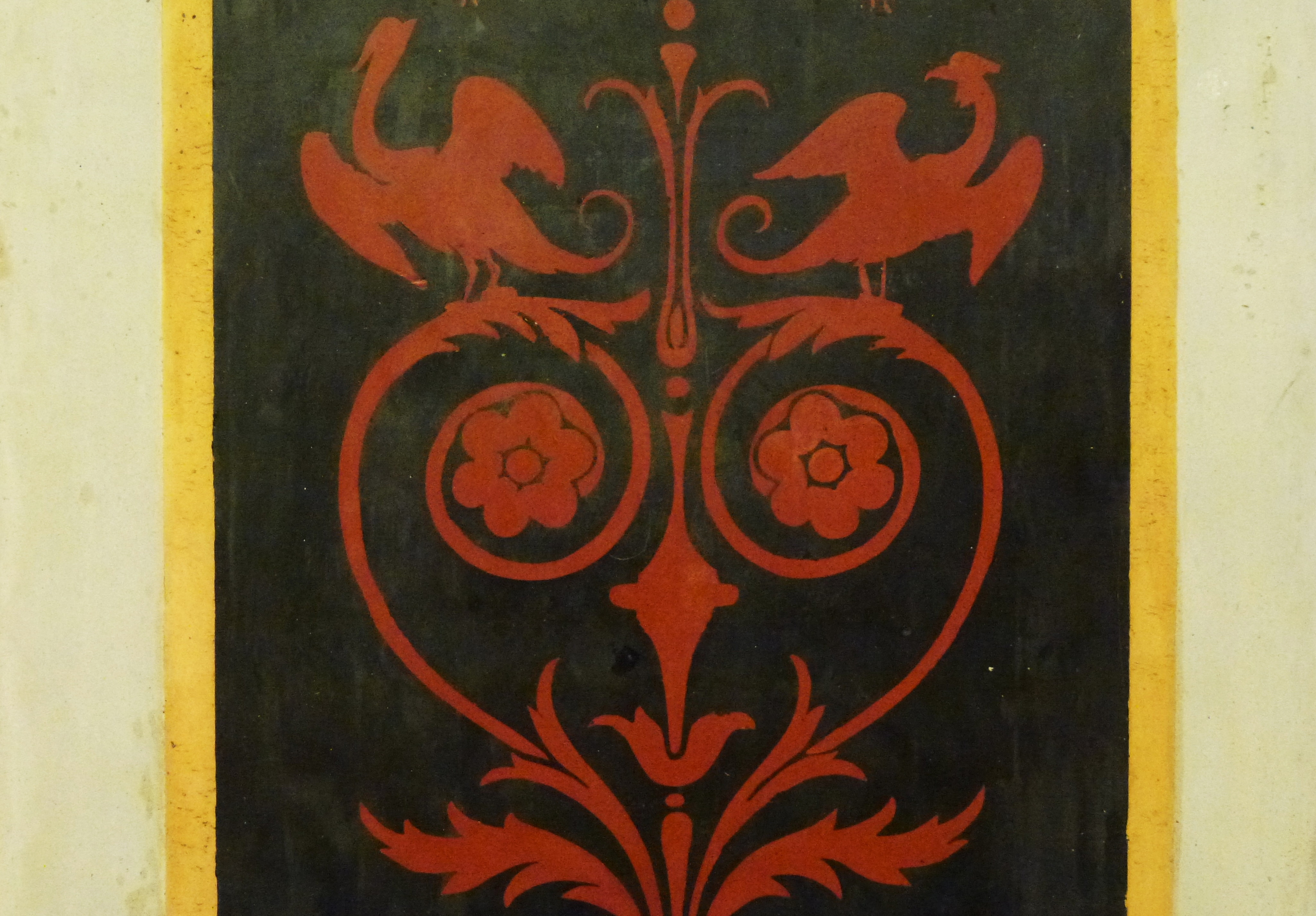
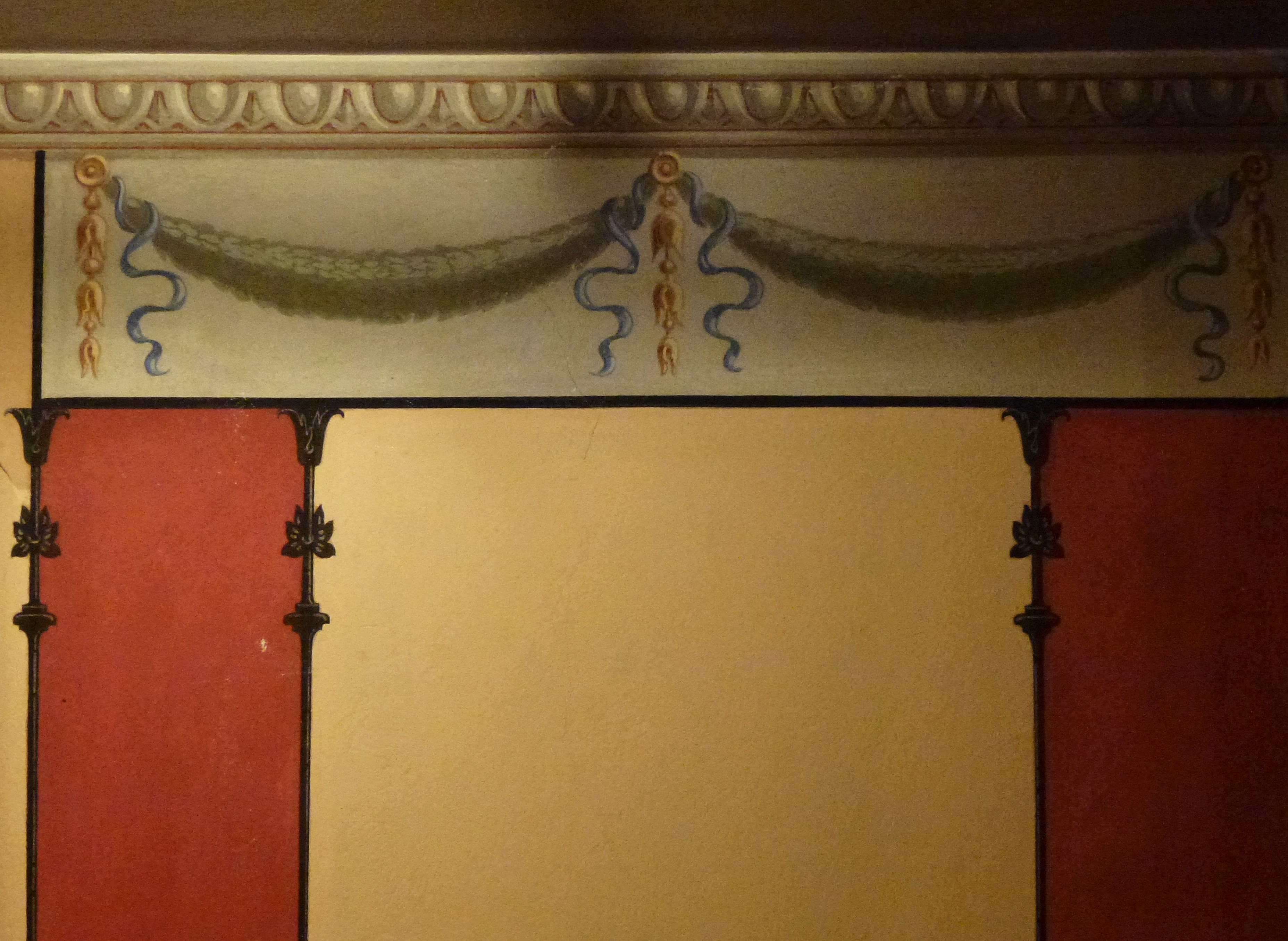

## Polstjärnan - Lyran Konferens
Efter biografverksamheten genomfördes en varsam renovering av lokalerna med anpassning till en ny användning som  kongresshall. Till stora delar var den ursprungliga dekoren i salongen bevarad. Scenpartiet har dock  byggts om med fond och skärmtak i ljust trä. Den dekorativa utsmyckningen, som var delvis övermålad togs fram igen. År 2005 demonterades den fasta biosittningen i stora salongen, golvet planades ut och en modern flexibel anläggning skapades.